# هيفاء الأمين
هيفاء كاظم عباس من مواليد 1959 عضو مجلس النواب العراقي عن محافظة ذي قار
بكلوريوس كيمياء واحياء عام 1988 من جامعة عدن في جمهورية اليمن الديمقراطية الشعبية